# Gonionotophis klingi
Gonionotophis klingi — вид змій родини Lamprophiidae. Мешкає в Західній Африці.

## Поширення і екологія
Gonionotophis klingi мешкають на південному сході Гвінеї, в Кот-д'Івуарі, Гані і Того, за деякими свідченнями також в Ліберії, Сьєрра-Леоне і Нігерії. Вони живуть у вологих рівнинних тропічних лісах, на висоті до 436 м над рівнем моря. Ведуть нічний, наземний спосіб життя. Живляться амфібіями, відкладають яйця.